# Clare Akamanzi
Clare Akamanzi est une avocate rwandaise administratrice publique, femme d'affaires et femme politique, qui a servi en tant que directrice exécutive et chef de la direction du Conseil de Développement du Rwanda, depuis le 4 février 2017,. Lors du remaniement ministériel du 31 août 2017, Akamanzi a conservé son portefeuille et son poste au gouvernement.

## Famille et éducation
Akamanzi est née en Ouganda dans une famille de réfugiés rwandais en 1979. Elle est la quatrième dans une famille de six frères et sœurs. Elle a effectué sa scolarité dans différentes parties de l'Ouganda, comme sa famille a beaucoup déménagé, à cause de leur statut de réfugiés en Ouganda. Akamanzi  est titulaire d'un diplôme de droit décerné par l'Université Makerere, à Kampala. Elle est également titulaire d'un Diplôme de Pratique Juridique, obtenu lui aussi à Kampala.
Son Master en droit, en commerce et en droit de l'investissement a été obtenu à l'Université de Pretoria, en Afrique du Sud. Elle est également titulaire d'une Maîtrise en administration publique de l'Université Harvard, à Cambridge, dans le Massachusetts. Elle a reçu un doctorat honorifique en droit de l'Université Concordia en juin 2018.

## Carrière
Akamanzi  a commencé sa carrière en 2004 à Genève,  à l'administration centrale de l'Organisation mondiale du commerce (OMC). Le gouvernement du Rwanda l'a nommée diplomate envoyée spéciale, négociatrice à l'OMC. Plus tard, elle a  été transférée à l'ambassade du Rwanda à Londres, ou elle a travaillé comme attachée commerciale.
Elle est retournée au Rwanda en 2006 et a été nommée Directrice Générale Adjointe de l'Agence de Promotion à l'Investissement et aux Exportations du Rwanda (RIEPA) (plus tard renommée RDB, Bureau de Développement du Rwanda). En 2008, Akamanzi est devenue directrice générale adjointe, responsable des opérations commerciales et des services, au RDB. Elle est ensuite nommée Chief Operating Officer du Conseil de Développement du Rwanda. Elle a pris un congé sabbatique afin de poursuivre des études supérieures aux États-Unis. Quand elle est revenue, elle a servi en tant que "directrice de la stratégie et de la politique" dans le Bureau du Président.
En décembre 2023, elle est nommée directrice générale des opérations africaines de la National Basketball Association (NBA), présente sur le continent depuis 2021. Elle est chargée de piloter la stratégie, superviser les opérations commerciales et mener les projets de développement, notamment la Basketball Africa League (BAL), un partenariat entre la ligue américaine et la Fédération internationale de basket-ball (FIBA). La NBA dispose de cinq bureaux : au Caire en Égypte, à Dakar au Sénégal, à Johannesburg en Afrique du Sud, à Lagos au Nigeria et à Nairobi au Kenya.